# 全国高等学校総合体育大会フェンシング競技大会
全国高等学校総合体育大会フェンシング競技大会（別名、全国高等学校フェンシング選手権大会）は、高等学校対抗フェンシングの大会である。全国高等学校体育連盟、日本フェンシング協会などの主催で開催される。

## 大会の競技方法

### 参加資格
学校対抗と個人対抗の2種類に分けられる。学校対抗には、フルーレのみで各都道府県代表47校と開催都道府県1校の48校が参加でき、個人対抗には、フルーレとエペ・サーブルがあり、フルーレは各都道府県代表2名×47=94名、エペ・サーブルは各都道府県1名が参加することができる。

### 競技方法
学校対抗はトーナメント方式で、1チーム5名編成で3名による総当たりで男女とも3分間（実働）5本勝負が行われる。個人対抗は各種目ともプール方式とトーナメント方式で行われ、プール方式は男女とも3分間（実働）5本勝負、トーナメント方式では男女とも3分間（実働）3セット（セット間1分休憩）15本勝負行う。例外として、サーブルの第1セットは3分間が経過した場合か一方の選手が8点を先取した場合に終了する。

## 結果

### 学校対抗
| 回 | 年度   | 開催地 | 男子優勝           | 男子準優勝         | 女子優勝             | 女子準優勝           |
| -- | ------ | ------ | ------------------ | ------------------ | -------------------- | -------------------- |
| 49 | 2003年 | 長崎   | 平安（京都）       | 気仙沼（宮城）     | 大川東（香川）       | 熊毛南（山口）       |
| 50 | 2004年 | 鳥取   | 大川東（香川）     | 法政二（神奈川）   | 武生商（福井）       | 聖霊女短大付（秋田） |
| 51 | 2005年 | 千葉   | 気仙沼（宮城）     | 富山西（富山）     | 和歌山北（和歌山）   | 岐阜各務野（岐阜）   |
| 52 | 2006年 | 京都   | 埼玉栄（埼玉）     | 平安（京都）       | 高崎商大附（群馬）   | 和歌山北（和歌山）   |
| 53 | 2007年 | 佐賀   | 埼玉栄（埼玉）     | 和歌山北（和歌山） | 埼玉栄（埼玉）       | 美萩野女子（福岡）   |
| 54 | 2008年 | 埼玉   | 大分豊府（大分）   | 和歌山北（和歌山） | 三島（愛媛）         | 大分豊府（大分）     |
| 55 | 2009年 | 奈良   | 富山西（富山）     | 龍谷大平安（京都） | 聖霊女短大付（秋田） | 和歌山北（和歌山）   |
| 56 | 2010年 | 沖縄   | 愛工大名電（愛知） | 和歌山北（和歌山） | 聖霊女短大付（秋田） | 諫早商（長崎）       |
| 57 | 2011年 | 青森   | 安来（島根）       | 富山西（富山）     | 東亜学園（東京）     | 富山西（富山）       |
| 58 | 2012年 | 富山   | 東亜学園（東京）   | 龍谷大平安（京都） | 富山西（富山）       | 気仙沼（宮城）       |
| 59 | 2013年 | 大分   | 東亜学園（東京）   | 法政第二（神奈川） | 大垣南（岐阜）       | 翔陽（熊本）         |
| 60 | 2014年 | 神奈川 | 東亜学園（東京）   | 大垣南（岐阜）     | 和歌山北（和歌山）   | 大垣南（岐阜）       |
| 61 | 2015年 | 奈良   | 大垣南（岐阜）     | 岩国工業（岐阜）   | 和歌山北（和歌山）   | 大垣南（岐阜）       |
| 62 | 2016年 | 山口   | 別府翔青（大分）   | 大垣南（岐阜）     | 聖霊女短大付（秋田） | 和歌山北（和歌山）   |
| 63 | 2017年 | 宮城   | 別府翔青（大分）   | 鹿児島南（鹿児島） | 聖霊女短大付（秋田） | 和歌山北（和歌山）   |
| 64 | 2018年 | 愛知   | 東亜学園（東京）   | 慶應（神奈川）     | 和歌山北（和歌山）   | 聖霊女短大付（秋田） |
| 65 | 2019年 | 鹿児島 | 大垣南（岐阜）     | 宇都宮南（栃木）   | 聖霊女短大付（秋田） | 埼玉栄               |
| 66 | 2020年 | 大分   | 大会中止           | 大会中止           | 大会中止             | 大会中止             |
| 67 | 2021年 | 福井   | 立教新座(埼玉)     | 東亜学園（東京）   | 乙訓(京都)           | 東亜学園（東京）     |
| 68 | 2022年 | 香川   | 大垣南（岐阜）     | 龍谷大平安（京都） | 東亜学園（東京）     | 愛工大名電(愛知)     |
| 69 | 2023年 | 北海道 | 愛工大名電（愛知） | 鹿児島南           | 岐阜総合学園（岐阜） | 龍谷大平安           |
| 70 | 2024年 | 佐賀県 | 気仙沼(宮城)       | 鹿児島南           | 岐阜総合学園（岐阜） | 東亜学園（東京）     |
| 71 | 2025年 | 島根   | 東亜学園（東京）   | 鹿児島南           | 岐阜総合学園（岐阜） | 鹿児島南             |
| 72 | 2026年 | 大津   |                    |                    |                      |                      |
| 73 | 2027年 | 千葉   |                    |                    |                      |                      |